# Орденансас
Орденансас (порт. Ordenanças, буквально «устав», «закон», «правила» на португальском языке; иногда пишется как Ordenanzas в литературе на английском языке в орфографии до реформы 1911 года) была традиционной военно-территориальной организацией ополченческого типа, существовавшей в Португалии и в некоторых частях Португальской империи (особенно в Бразилии), между XVII и XIX веками.
В 17 веке орденансас стали своего рода третьей линией и территориальным резервом португальской армии.

## История
После нескольких ранних неудачных попыток, 10 декабря 1570 года орденансас были созданы королем Португалии Себастьяном I как основа национальной армии. Они были организованы в территориальные капитанства (порт. capitanias), каждое из которых возглавлял военный комендант (порт. Capitão-mor, дословно старший капитан, mor = maior). Каждое капитанство охватывало территорию города, посёлка или муниципалитета и включало несколько рот орденансас. Коменданты (капитаны) назначались соответствующими муниципальными советами; в районах, где существовал кастелян (администратор замка), эту роль выполнял он. В каждом регионе организация орденансас отражала местную социальную организацию, при этом командные должности обычно занимали наиболее известные местные жители.
Основой организации орденансас была рота из 250 человек. Каждую роту возглавлял капитан, которому помогали энсин (порт. alferes), сержант, при́став (порт. meirinho) и писец. Она была разделена на 10 отрядов, каждый из которых возглавлял капрал (порт. cabo de esquadra).
Во время марокканской кампании короля Себастьяна в 1578 году орденансас уже были способны мобилизовать 32 действующие роты общей численностью около 8 тыс. человек, что составляло четыре терции (полка) португальской экспедиционной армии.
Во время периода Иберийской унии (1580–1640) орденансас пришли в упадок, но были восстановлены с началом португальской войны за независимость (1640–1668). Помимо возрождения орденансас, были также созданы подразделения наёмников и вспомогательных войск (последние называются «милиция», порт. milicianos). Они стали, соответственно, первой и второй линией португальской армии, а орденансас стал её третьей линией, и всё больше использовались в качестве своего рода домобранцев и резерва для призыва солдат в наёмные и вспомогательные войска.
Орденансас города Лиссабона были организованы в полки, поскольку жители этого города были освобождены от службы в войсках первой и второй групп войск с 17 века до начала 19 века.
После военной реорганизации, произведённой в 1764 году графом Липпе, капитанства орденансас были сгруппированы в 45 призывных округов. Каждый из этих округов соответствовал одному из 43 полков первой линии армии и двум полкам морской пехоты.
Армейская реорганизация 1806 года разделила страну на 24 бригады орденансас, каждая из которых была под командованием полковника. Каждая бригада соответствовала географической области, откуда пополнялись пехотный полк первой линии и два полка милиции. Каждая бригада, по сути, была разделена на восемь капитанств, и каждая из них состояла из восьми рот. Каждое капитанство соответствовало одной из восьми фузилёрских рот.
Хотя с момента создания вспомогательных войск в 1646 году орденансас использовались в основном как призывной резерв, иногда в военный период для обороны страны создавались активные отряды орденансас. Некоторые из этих подразделений действовали как партизанские отряды в своих районах, атакуя арьергард и линии снабжения вражеских армий. Активные отряды орденансас также использовались для укрепления городов и гарнизонов крепостей. Хорошим примером являются Пиренейские войны, во время которох подразделения орденансас составляли основную часть гарнизонов линий Торрес-Ведрас, в том числе обслуживая почти всю артиллерию.
В 1809 году, в разгар Пиренейских войн, были организованы 16 национальных легионов орденансас для защиты Лиссабона. Каждый национальный легион состоял из трёх батальонов, в каждом из которых было 10 рот по 105 человек. Для мобилизации легионов город был разделён на 16 легионерских районов, каждый из которых был разделён на три батальонные зоны. В 1829 году национальные легионы Лиссабона были расформированы и заменены восемью полками орденансас.
24 марта 1831 года орденансас были окончательно распущены, и их роль частично взяла на себя созданная тогда Национальная гвардия.